# Robert Van Lancker
Robert Van Lancker (Grâce-Berleur, 11 dicembre 1946) è un ex pistard e ciclista su strada belga, professionista dal 1968 al 1976 e campione del mondo di velocità nel 1972 e 1973.

## Palmarès

### Olimpiadi
- 1 medaglia:
  - 1 bronzo (Città del Messico 1968 nel tandem)

### Mondiali
- 8 medaglie:
  - 2 ori (Marsiglia 1972 nella velocità; San Sebastián 1973 nella velocità)
  - 3 argenti (Roma 1968 nel tandem; Anversa 1969 nella velocità; Varese 1971 nella velocità)
  - 3 bronzi (Amsterdam 1967 nel tandem; Roma 1968 nella velocità; Montréal 1974 nella velocità)